# Atlantis Is Calling (S.O.S. for Love)
Singles de Modern Talking
Brother Louie
(1986) Geronimo's Cadillac
(1986)
Clip vidéo
[vidéo] « Atlantis Is Calling (S.O.S. for Love) », sur YouTube
Atlantis Is Calling (S.O.S. for Love) est une chanson du duo allemand Modern Talking incluse dans leur troisième album studio, Ready for Romance, paru le 26 mai 1986.
Le 28 avril 1986, près d'un mois avant la sortie de l'album, la chanson a été publiée en single. C'est le deuxième et dernier single de cet album.
La chanson a atteint la 1re place en Allemagne.